# Park Se-wan
Park Se-wan (* 24. September 1994 in Busan) ist eine südkoreanische Schauspielerin. Sie erlangte Bekanntheit durch ihre Auftritte in Fernsehserien wie I’m Not a Robot sowie ihre Rolle als Eunhye im Rachethriller No Mercy.

## Leben
Park Se-wan studierte Schauspiel an der Sungkyunkwan-Universität. Ihr Schauspieldebüt gab sie 2016 in mehreren Film- und Fernseh-Nebenrollen, darunter als Geist der Schülerin Go Shi-won in drei Folgen der Fernsehserie Goblin. Es folgten Auftritte als Oh Sa-rang in der Jugendserie School 2017 sowie in einer größeren Rolle als Angela Jin in allen 32 Folgen der von 2017 bis 2018 ausgestrahlten Science-Fiction-Serie I’m Not a Robot. Im Dezember 2018 gewann sie den KBS Drama Award als beste neue Schauspielerin. 2019 war Park Se-wan an der Seite von Lee Si-young in einer Hauptrolle als Eunhye im Rachethriller No Mercy zu sehen.
2019 bis 2020 spielte Park Se-wan die Hauptfigur Geum Park-ha in der 72 Folgen langen Fernsehserie Never Twice, für die sie 2019 den Excellence Award der MBC Drama Awards in der Kategorie Actress in a Weekend Drama erhielt. 2021 verkörperte Park Se-wan die gleichnamige Hauptrolle Se-wan in der für Netflix produzierten, auch auf Deutsch ausgestrahlten Jugend-Sitcom So Not Worth It. Für ihre Rolle in der 2022 erschienenen Komödie 6/45 wurde sie mit dem Daejong-Filmpreis (Kategorie New Wave Award) und einem Baeksang Arts Award (als beste Nebendarstellerin) ausgezeichnet.

## Filmografie (Auswahl)
- 2016: Goblin (Dokkaebi; Fernsehserie, 3 Folgen)
- 2017: School 2017 (Hakgyo 2017; Fernsehserie, 16 Folgen)
- 2017–2018: I’m Not a Robot (Robos-i Ani-ya; Fernsehserie, 32 Folgen)
- 2018: Just Dance (Ttaenppogeoljeu; Fernsehserie, 16 Folgen)
- 2019: No Mercy (Eonni)
- 2019: Joseon Survival Period (Joseon Saengjongi; Fernsehserie, 16 Folgen)
- 2019–2020: Never Twice (Du Beoneun Eopda; Fernsehserie, 72 Folgen)
- 2020: Collectors (Do-gul)
- 2021: So Not Worth It (Naeil Jiguga Manghaebeoryeosseumyeon Jokesseo; Fernsehserie, 12 Folgen)
- 2022: Life Is Beautiful (Insaeng-eun Aleumdawo)
- 2022: 6/45 (Yuksao)
- 2023: Doona! (Lee Doo-na!; Fernsehserie, 9 Folgen)
- 2024: No Gain No Love (Sonhae Bogi Silheoseo; Fernsehserie, 1 Folge)
- 2024: Seoul Busters (Kangmaekang; Fernsehserie, 20 Folgen)